# Ainuflaggan
Ainuflaggan skapades av målaren och träskulptören Bikki Sunazawa, som var ainu.
Bikki Sunazawa formgav flaggan 1973. Flaggan fördes, när en grupp ainu för första gången gick i ett 1 maj-tåg i Sapporo 1973. Flaggan används fortfarande vid sällsynta tillfällen, vid ainuceremonier.

## Beskrivning
Proportionen mellan höjd och längd är ungefär 2:3. Flaggan har ett coelinblått fält som står för himlen och havet. På fältet finns en figur i vitt som står för snö och en pil i rött som flyger mot Hokkaidos blå himmel. Pilen är röd med hänsyftning på det stormhattsgift som i gamla tider användes vid jakt, en jaktmetod som förbjöds av japanerna. Figuren i vitt var inte ett traditionellt ainumotiv, utan var Bikki Sunazawas egen uppfinning.